# CEND
CENDは、科学情報出版が運営する日本のポータルサイト。

国内最大級のEMC、ノイズ対策、に関する情報を掲載している。

## 主なサービス

### EMC最新ニュース
EMCに関連する最新ニュースの掲載サービス。

### EMC試験サイト検索
EMC試験を実施する施設『EMC試験サイト』の検索サービス。

情報の掲載量は国内屈指である。

### EMC製品検索
EMCに関連する製品・部品の検索サービス。

EMC・ノイズ対策製品に特化しており、仕様検索を可能にしている。

### 基礎技術
EMCに関する基礎知識を掲載。

『専門書を読む前に学んでもらう』ことをコンセプトに入門レベルの情報を掲載。

### EMC書籍検索
EMC・ノイズ対策に関連する書籍の検索サービス。

### エンジニア求人
EMCのみならず、[エンジニア]の求人情報を掲載。

### EMCセミナー検索
EMC・ノイズ対策に関連するセミナーの検索サービス。

主に『ソリューションフォーラム』の情報を掲載している。

### EMC展示会
毎年池袋サンシャインで開催されている『EMC製品展示会』の情報ページ。

### EMC最新動向
EMCの最新動向を掲載している。

EMCに関連する企業・組織からの情報発信、EMC規格の制定者からの最新情報などが主な内容。

この他、様々なEMC・ノイズ対策に関する情報を掲載している。